# Orthostichopsis rusbyana
Orthostichopsis rusbyana là một loài Rêu trong họ Pterobryaceae. Loài này được (Paris) Wijk & Margad. miêu tả khoa học đầu tiên năm 1961.